# Момци из Црвене дуге
„Момци из Црвене дуге” је југословенски ТВ филм из 1978. године. Режирао га је Борислав Гвојић а сценарио је написао Радомир Суботић.

## Улоге
| Глумац                   | Улога                          |
| ------------------------ | ------------------------------ |
| Бранко Цвејић            |                                |
| Славица Ђорђевић         |                                |
| Миња Стевовић Филиповић  | (као Миња Стевовић)            |
| Стеван Гардиновачки      |                                |
| Радослав Рале Миленковић | (као Радослав Рале Миленковић) |
| Душан Војновић           |                                |
| Васа Вртипрашки          |                                |
| Велимир Животић          |                                |